# 彼得·格雷夫斯
彼得·格雷夫斯（1926年2月18日—2010年3月14日），是美國的電影和電視演員，他眾所周知主演的角色，是哥倫比亞廣播公司的電視連續劇《虎膽妙算》。

## 生平
彼得格雷夫斯出生在明尼蘇達州的明尼阿波利斯，原來父親姓是“Aursnes”但是當祖父彼得Aursnes從挪威移民到紐約市於1887年，他改名為“Aurness”。
1944年就讀於邁阿密西南高中，明尼蘇達大學，服役兩年的美國陸軍航空兵。

## 個人生活
彼得·格雷夫斯1950年娶了瓊恩德斯。有3個女兒及6個孫子和孫女。

## 去世
彼得格雷夫斯(Peter Graves)，14日和家人外出用餐返家後，在庭院裏心臟病突發，女兒為他做心肺復甦急救術，但在救護車趕到前，彼德已無生命跡象，享壽83歲。

## 獲獎
格雷夫斯於1971年被授予金球獎，

## 影集
- 虎膽妙算(1967)
- 新虎膽妙算(1988)

## 外部連結
- 彼得·格雷夫斯在互联网电影资料库（IMDb）上的資料（英文）
- TCM电影资料库上彼得·格雷夫斯的资料（英文）
- 在AllMovie上彼得·格雷夫斯的頁面（英文）